# Bruno Correa (Fußballspieler, 1986)
Bruno César Correa (* 22. März 1986 in São Paulo), auch bekannt als Bruno, ist ein brasilianischer ehemaliger Fußballspieler.

## Karriere
Bruno begann seine Karriere bei Santos de Guápiles in Costa Rica. Der Verein aus Guápiles spielte in der höchsten Liga des Landes, der Liga de Fútbol de Primera División. 2010 wechselte er nach Südkorea, wo er sich Incheon United, einem Verein aus Incheon, der in der ersten Liga, der K League 1, spielte, anschloss. Im März 2011 verließ er Südkorea und ging nach Armenien. Hier unterschrieb er einen Vertrag bei FC Urartu Jerewan in der armenischen Hauptstadt Jerewan. Mit dem Club stand er 2011 im Finale des armenischen Supercups, dass jedoch mit 3:0 gegen FC Pjunik Jerewan verloren wurde. Anfang 2012 ging er für sechs Monate in den Iran. Hier spielte er für den Sepahan FC, einem Verein, der in Isfahan beheimatet ist. Mit dem Club, der in der ersten Liga des Landes, der Persian Gulf Pro League, spielte, wurde er 2012 iranischer Meister. Mitte 2012 ging er wieder in seine Heimat. Nachdem er am 1. Juli 2012 einen Vertrag bei Colorado AC unterschrieben hatte, wurde er sechs Tage später an den al-Nasr SC nach Dubai ausgeliehen. 2013 erfolgte eine Ausleihe an den Dubai SC, ebenfalls ein Verein aus den Vereinigten Arabischen Emiraten. 2014 wurde er an die brasilianischen Clubs Guaratinguetá Futebol und Botafogo FR ausgeliehen. Der japanische Erstligist Shonan Bellmare lieh in die erste Jahreshälfte 2015 aus. Der Club aus der Hafenstadt Hiratsuka spielte in der ersten Liga, der J1 League. Von September 2015 bis Dezember 2015 erfolgte eine Ausleihe an den brasilianischen Club CA Bragantino aus Bragança Paulista. Anfang 2016 lieh ihn der thailändische Erstligist Navy FC aus Sattahip aus. Nach nur drei Monaten wurde der Leihvertrag wieder aufgehoben. Campinense Clube lieh ihn dann bis Ende Juni 2016 aus. Im Februar 2017 nahm ihn Rio Branco EC aus Americana für ein halbes Jahr unter Vertrag. Die zweite Jahreshälfte 2017 wechselte er wieder nach Thailand. Der Zweitligist Air Force Central aus Bangkok nahm ihn die Rückserie unter Vertrag. Mit dem Club wurde er Vizemeister der Thai League 2 und stieg somit in die erste Liga, der Thai League, auf. Nach dem Aufstieg verließ der die Air Force und schloss sich Eastern AA aus Hongkong an. Mit dem Club, der in der ersten Liga, der Hong Kong Premier League, spielte, stand er im Finale des Hong Kong Senior Challenge Shield. Ende Juni wurde sein Vertrag nicht verlängert. Bis Januar 2019 war er vereinslos. Für die Saison 2019 nahm ihn der thailändische Zweitligist Udon Thani FC aus Udon Thani unter Vertrag. Für Udon schoss er in 34 Spielen 18 Tore. Anfang 2020 kehrte er nach Brasilien zurück. Hier schoss er sich dem Nova Mutum EC aus Nova Mutum an. Nach einem Jahr wechselte er Anfang 2021 nach Bahrain. Hier nahm ihn Erstligaabsteiger al-Hala aus al-Muharraq unter Vertrag.

## Erfolge
Sepahan FC
- 2011/2012 – Persian Gulf Pro League – Meister

FC Urartu Jerewan
- 2011 – Armenischer Fußball-Supercup – Finalist

Eastern AA
- 2017/2018 – Hong Kong Senior Challenge Shield – Finalist

Air Force Central
- 2017 – Thai League 2 – Vizemeister  ▲